# Weston Park

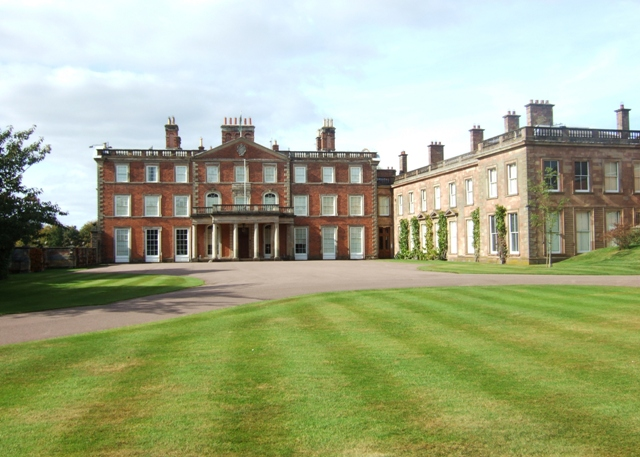
Weston Park

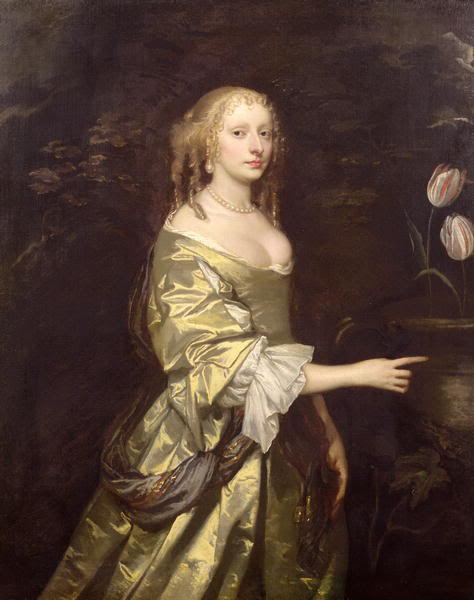
Lady Elizabeth Wilbraham, posible arquitecta de Weston, pintada por Sir Peter Lely, uno de los retratos en la colección.

Weston Park es una mansión rural en Weston-under-Lizard, Staffordshire, Inglaterra, ubicada en un entorno de más de 4.0 km² (1,000 acres) de parque diseñado por Capability Brown. El lugar está localizado a 16 km (10 millas) del noroeste de Wolverhampton, y a 13 km (8 millas) del noreste de Telford, cercano a la frontera con Shropshire. El edificio del siglo XVII está catalogado como Grado I en el English Heritage y otras elementos como la orangerie y los establos, están listados como Grado II.
Weston Park y el terreno que lo circunda fue donado al Estado en 1986 por el séptimo conde de Bradford, con el apoyo del Fondo Conmemorativo del Patrimonio Nacional. Está ahora al cuidado de la Fundación de Weston Park. La casa conserva una colección de arte con más de 30.000 objetos, y está abierta al público. Además se realizan eventos en el parque. 

## Historia
Weston se encuentra en tierras que se mencionan por primera vez en el Libro Domesday, cuando eran propiedad del normando Rainald de Bailleuil, sheriff de Roger de Montgomery. El parque es lo que queda del bosque y coto de ciervos medieval. Originalmente perteneció a los Weston de Weston, pero pasó por herencia a una rama de la familia Mytton cuando su heredera, Elizabeth Mytton, se casó con Thomas Wilbraham. Finalmente, las tierras pasaron a los condes de Bradford cuando su hija menor, Mary Wilbraham, se casó con Richard Newport, II conde de Bradford.
La casa fue construida en 1671 por Elizabeth Mytton Wilbraham. Su copia anotada de Los cuatro libros de la arquitectura de Palladio permanece en la colección de la casa. El arquitecto fue William Taylor, de quien se sabe que estuvo en Weston Park en 1674. 
La fachada sur de la casa, de tres plantas y doce arcadas, era originalmente la fachada de entrada, pero las reformas y mejoras llevadas a cabo a finales del siglo XIX para la condesa Selina y Orlando Bridgeman, III conde de Bradford, supusieron el traslado de la entrada principal a la fachada este. El patio original de la casa en forma de U se techó por encima de la planta baja y se cerró con una nueva fachada. 
En el siglo XVIII, con la finalización de la línea masculina de los condes de Bradford, Weston fue heredado por Henry Bridgeman, quinto Baronet, cuya madre Anne Bridgeman (nacida Newport) era una nieta de lady Wilbraham. La familia Bridgeman ya tenía propiedades en Shropshire y en Warwickshire pero escogió hacer de Weston su residencia principal. Henry Bridgeman encargó a Capability Brown el diseño del parque. Empleó a James Paine en la década de 1760 para modificar la casa y el parque, donde añadió un puente romano y un templo de Diana.

## Colección de arte
La colección incluye retratos de los siglos XVII a XX, con piezas raras como dos retratos de las señoras de la familia Wilbraham realizados por John Michael Wright, dos retratos tempranos de John Constable, y dos retratos de aparentemente del mismo niño por Sofonisba Anguissola. La mayoría pertenecen a importantes retratistas ingleses del siglo XVIII. Hay varios retratos de Anton van Dyck y su taller; como el de Sir Thomas Hanmer.  Hay unos caballos de George Stubbs y un par de escenas costeras por Claude Joseph Vernet.

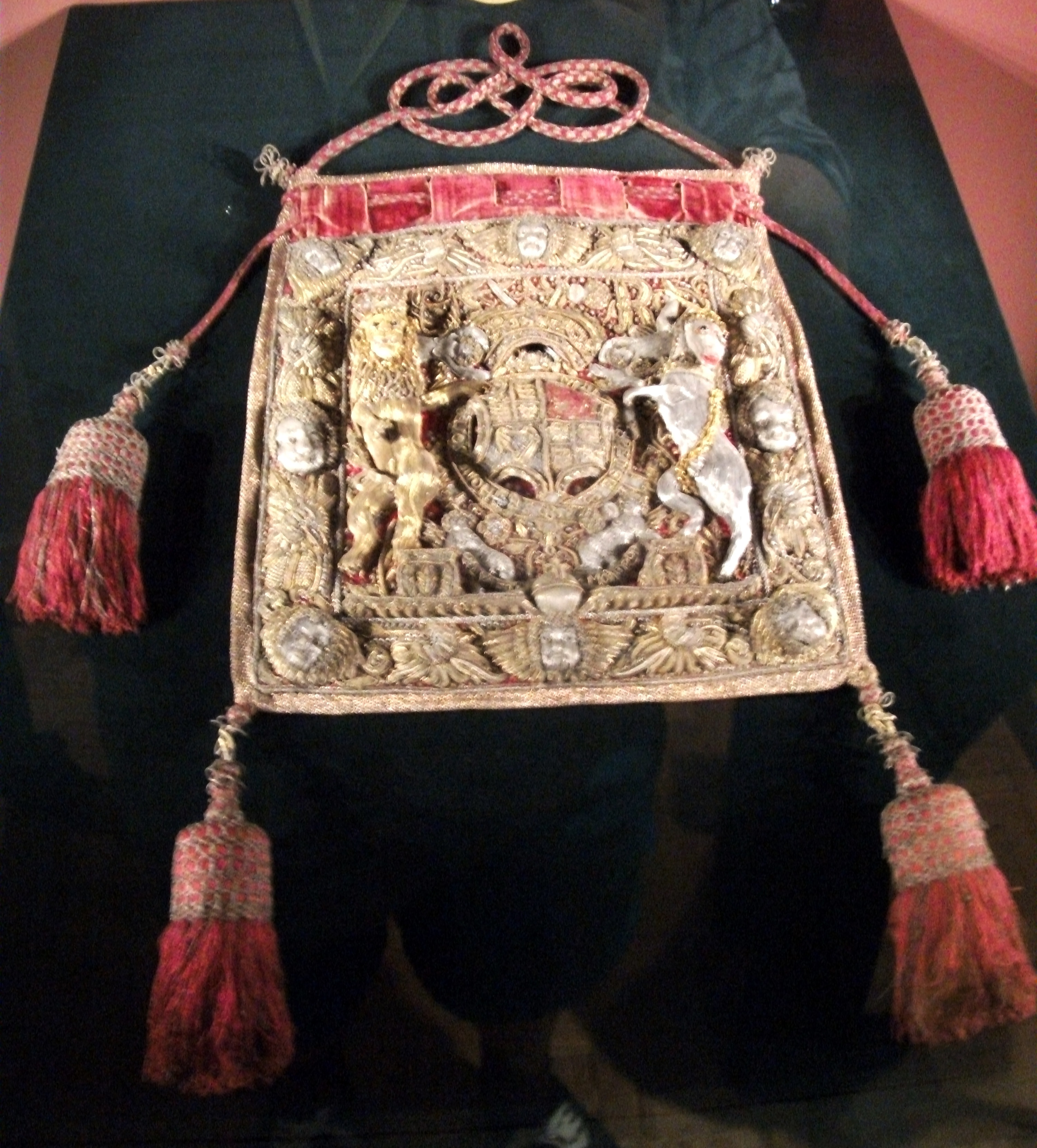
Monedero ceremonial de Sir Orlando Bridgeman, Lord Keeper of the Great Seal, 1667-72, Weston Park

Hay un servicio de lavabo realizado en plata de 1679, uno de los únicos doce servicios ingleses tempranos que quedan en el país. Se encuentra mobiliario de calidad, incluyendo muchas piezas que se hicieron para la casa por Thomas Chippendale, y una habitación con tapices del Taller de Gobelinos hechos para Weston en 1760 aproximadamente. Está expuesto también un elaborado monedero ceremonial (burse) de Sir Orlando Bridgeman, en su oficina de Lord Keeper of the Great Seal (1667-72), presentado junto a un retrato de su dueño.
La planta baja de la mansión se puede visitar libremente, mientras que hay visitas guiadas para grupos para conocer las habitaciones del piso superior.

## El parque

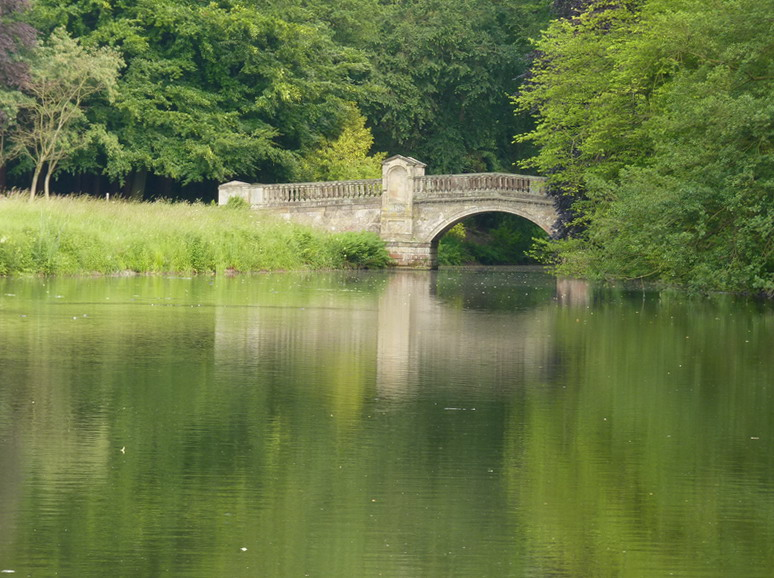
El Puente Romano

El exterior consta de unos jardines y un parque grande, el cual incluye un lago y un ferrocarril de miniatura.  El puente Romano (Grado I) atraviesa el estanque del Templo la Piscina de Templo. El templo de Diana es de hecho una orangerie y casa de jardín. Construido en sillar de piedra en tres tramos y ornamentado con columnas iónicas, el interior está decorado con tableros pintados por G.B.I. Colombe, que describen la vida de la diosa Diana. Fue más tarde descrito por el renombrado arquitecto  como "mi invernadero en Weston".
El edificio del granero (1767) fue restaurado en 2009 con soporte del Heritage Lottery Fund y la Agencia de Desarrollo Regional de West Midlands. Ahora es una tienda y galería de arte con un restaurante que abrió el 1 de mayo de 2010.  A diferencia del resto de la propiedad el granero está abierto todo el año y la entrada es libre.

## Actividades
A través de los años, Weston ha sido anfitrión de muchos los huéspedes distinguidos entre los que se incluyen la princesa María, hija del Rey Jorge V, que disfrutó allí parte de su luna de miel. Más recientemente, fue sede del retiro de la Cumbre del G8 de 1998, donde estuvieron presentes jefes de Estado como el presidente de Estados Unidos Bill Clinton y el presidente ruso Boris Yeltsin. Desde 1999, las tierras de Weston Parque han sido utilizadas como uno de los sitios del Festival de Virgin Group.

El parque también alberga la Midland Game Fair durante el tercer fin de semana de septiembre. La feria orientada hacia la crianza de animales, atrae hasta 50.000 visitantes.

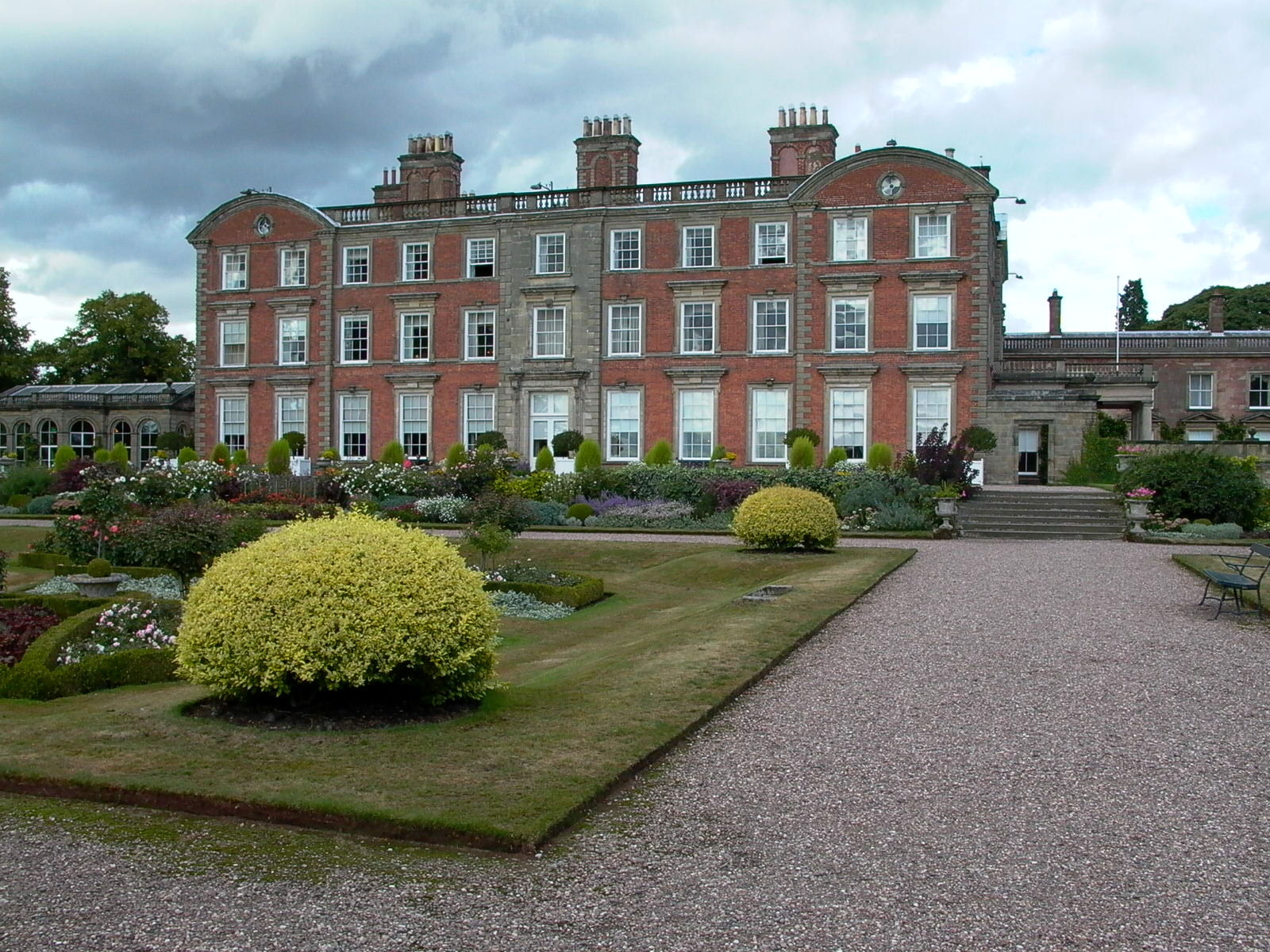
Fachada sur
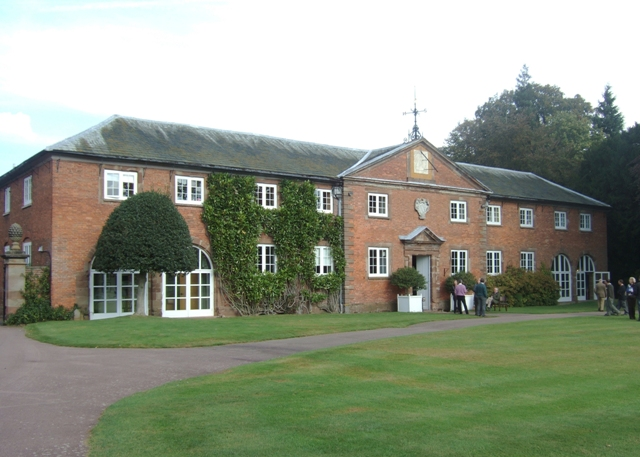
Establos
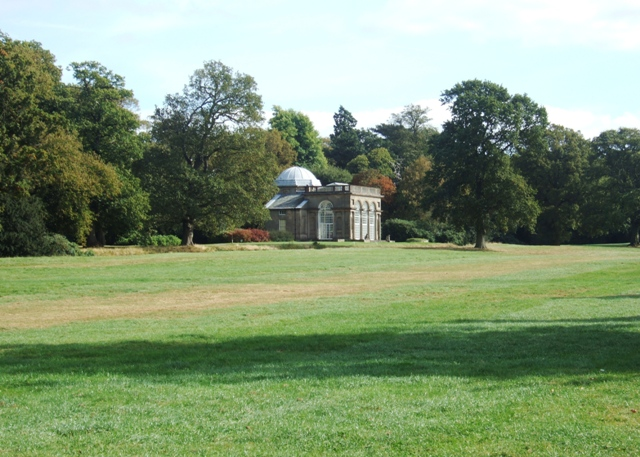
Templo de Diana
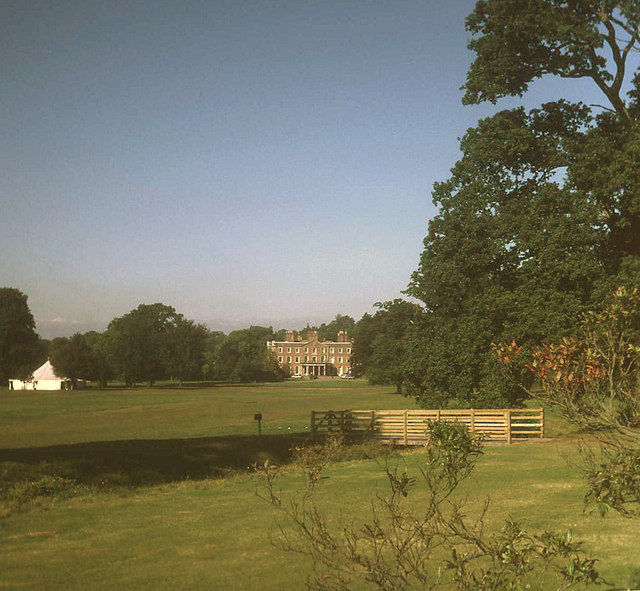
La casa desde el parque
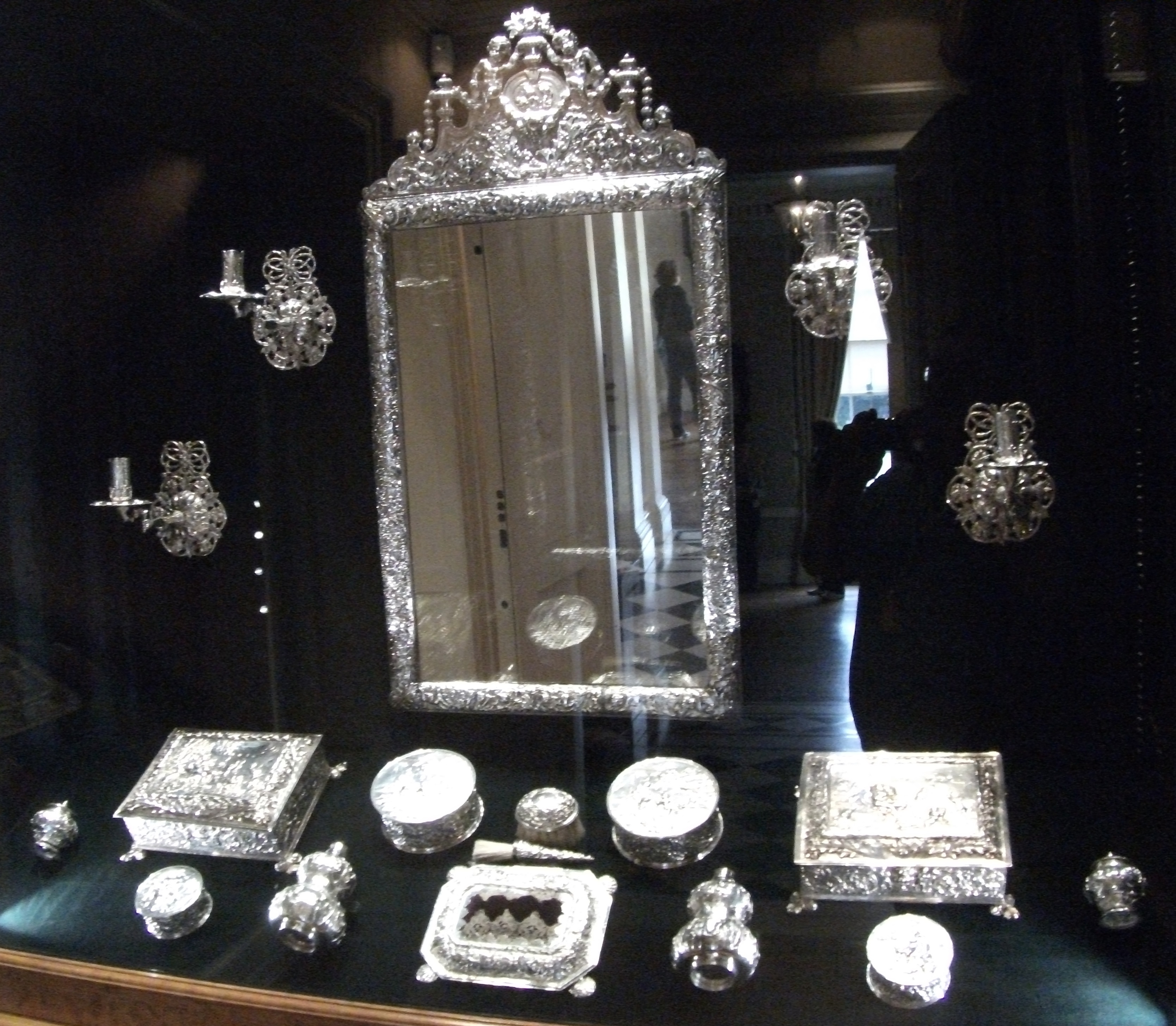
El servicio de lavabo de 1679
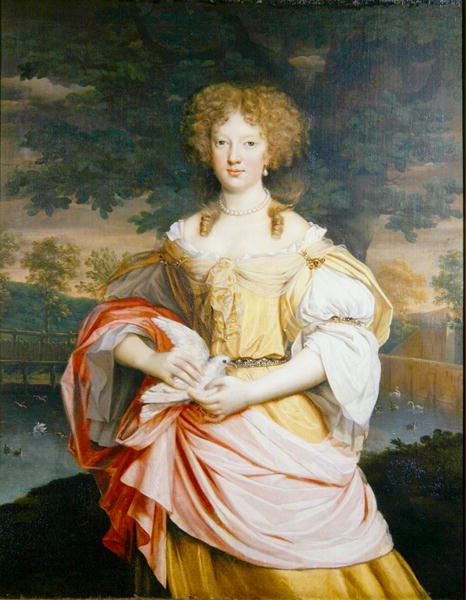
Mary Wilbraham por John Michael Wright
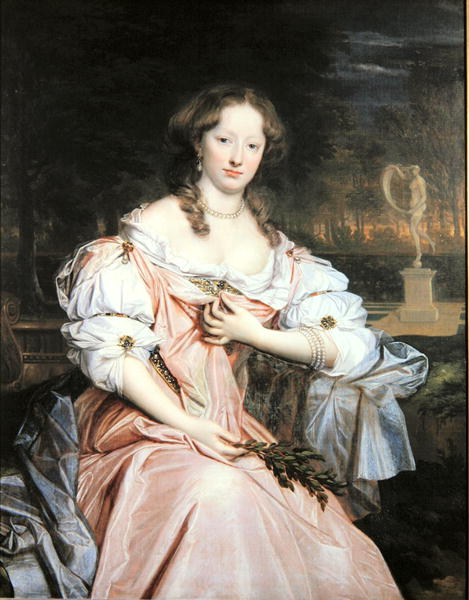
Grace Wilbraham por John Michael Wright
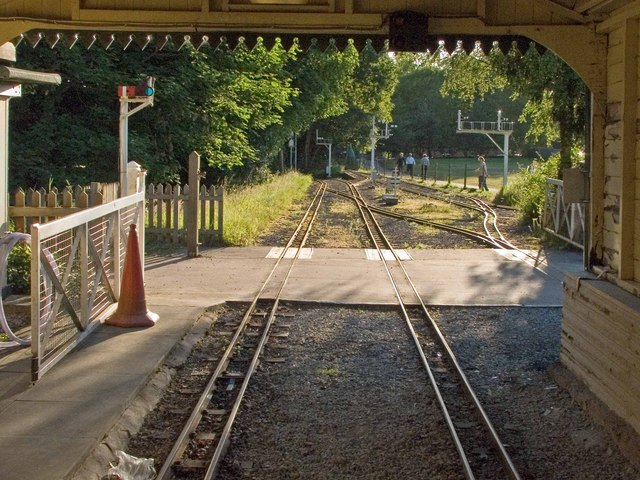
El ferrocarril en miniatura